# Ty & That Guy
Ty & That Guy (з англ. — «Тай і той хлопець») — щотижневий американський англомовний аудіо/відео подкаст актора Веса Чатема і письменника, сценариста й продюсера Тая Френка про телесеріал «Простір» та жанрові кіно, літературу і культуру, який виходить у середу.

## Історія
Ведучі «Ty & That Guy» — Тай Френк, виконавчий продюсер, сценарист серіалу «Простір» та співавтор серії романів «Експансія», що є його основою, і Вес Чатем, актор, виконавець одної з головних ролей серіалу, автор ідеї подкасту. Персонажу Чатема Еймосу Бартону належить фраза: «Я — той хлопець» («I am that guy»).
Спільний інтерес із Френком до жанрових творів, разом із завершенням серіалу й обмеженням спілкування під час роботи над ним, спричиненим пандемією КОВІД-19, наштовхнули Чатема на ідею створення подкасту. Він планувався як аудіопрограма, та з огляду на вихід у той час п'ятого сезону «Простору», перша серія програм від творчого дуету вийшла як півгодинні відео офіційного афтершоу «The Expanse Aftershow», починаючи з 16 грудня 2020 року, і була зосереджена виключно на серіалі.
Після успішного досвіду вирішили використовувати відеоформат і надалі. З 10 лютого 2021 року щосереди спочатку виходить аудіозапис, потім відео подкасту, що зазвичай триває близько години. Додатково протягом тижня публікуються відеофрагменти з наступного випуску програми.  З квітня 2021 року у п'ятницю виходили короткі відео «Fan Questions» з відповідями на запитання відвідувачів сайту програми.
В подкасті обговорюють створення серіалу, присвячуючи випуски його кожному епізоду, починаючи з пілотного. Також говорять про книги, фільми й інші твори, що надихнули ведучих та творчих гостей їхнього ефіру до різних форм кінематографічного сторітелінгу.
У листопаді 2021 року «Ty & That Guy» відкрили сторінку на платформі «Патреон» з додатковим змістом для підписників. Починаючи з четвертого, в більшості випусків подкасту складають тематичні списки п'яти найкращих фільмів, які з грудня 2021 року публікують на сервісі «Letterboxd». З січня 2023 року почали додатково виходити п'ятничні спецвипуски подкасту з оглядом останніх епізодів телесеріалу «Останні з нас» і порівнянням його з вихідною грою.

## Рубрики
- Серіал «Простір»
- Глибоке занурення (огляд фільму)
- Топ-5 (найкращі фільми за темою)
- Ретрспектива кар'єри
- Почесний гість
- Питання та відповіді

## Епізоди
| Серія | Серія    | Сезон «Простору» | Епізоди (195)     | Оригінальна трансляція | Оригінальна трансляція | Формат       | Видавець                   |
| Серія | Серія    | Сезон «Простору» | Епізоди (195)     | Прем'єра               | Фінал                  | Формат       | Видавець                   |
| ----- | -------- | ---------------- | ----------------- | ---------------------- | ---------------------- | ------------ | -------------------------- |
|       | Афтершоу | 5                | 10                | 16 грудня 2020         | 4 лютого 2021          | відео        | Prime Video                |
|       | Подкаст  | 1                | 12                | 10 лютого 2021         | 21 квітня 2021         | відео, аудіо | Ty & That Guy              |
| 2     | Подкаст  | 15               | 28 квітня 2021    | 11 серпня 2021         |                        | відео, аудіо | Ty & That Guy              |
| 3     | Подкаст  | 14               | 18 серпня 2021    | 17 листопада 2021      |                        | відео, аудіо | Ty & That Guy              |
| 4     | Подкаст  | 3                | 24 листопада 2021 | 8 грудня 2021          |                        | відео, аудіо | Ty & That Guy              |
|       | Афтершоу | 6                | 6                 | 11 грудня 2021         | 15 січня 2022          | відео, аудіо | Prime Video, Ty & That Guy |
|       | Подкаст  | 4                | 11                | 19 січня 2022          | 6 квітня 2022          | відео, аудіо | Ty & That Guy              |
| 5     | Подкаст  | 31               | 13 квітня 2022    | 9 листопада 2022       |                        | відео, аудіо | Ty & That Guy              |
| 6     | Подкаст  | 30               | 16 листопада 2022 | 7 червня 2023          |                        | відео, аудіо | Ty & That Guy              |
| –     | Подкаст  | 65               | 14 червня 2023    | 25 вересня 2024        |                        | відео, аудіо | Ty & That Guy              |
| –     | Подкаст  | 13               | 5 березня 2025    | –                      |                        | відео, аудіо | Ty & That Guy              |

## Визнання
У списку «10 найкращих подкастів телесеріалу „Простір“» від Feedspot «Ty & That Guy» займав 2-ге місце в 2021 році та 1-ше в 2022-му.